# Taido

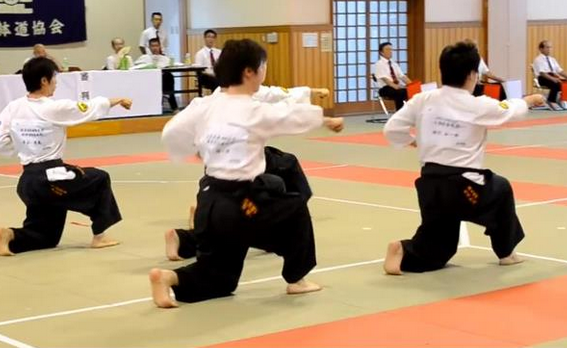
Taidō

Taidō (jap. 躰道) ist eine japanische Kampfsportart, die ihre Wurzeln im traditionellen Karate und Okinawa-te hat.

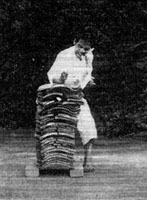
Seiken Shukumine, Begründer des Taidō

Der Japaner Seiken Shukumine (1925–2001) entwickelte während des Zweiten Weltkrieges die Karate-Stilrichtung Gensei-ryu und begann 1953, diese zu unterrichten. Aus neuen Ideen entstand 1962 eine neue Kampfsportart, die Taido („der Weg des Körpers“) genannt wurde. Shukumine entwickelte auch eine Theorie über die Wechselwirkungen von Mensch, Zivilisation und Natur. Im Jahre 1965 wurde Taido zur offiziellen Sportart; im gleichen Jahr wurde der japanische Taido-Verband gegründet.

## Charakterisierung
Beim Taidotraining entwickelt sich zusätzlich zur allgemeinen Fitness auch Gleichgewicht, Koordination und Beweglichkeit des Körpers.
Zusätzlich zu Tritten und Schlägen wird der ganze Körper benutzt. Die Techniken im Taido sind nach den verschiedenen Bewegungsbahnen der Vertikalachse des Körpers in fünf Klassen aufgeteilt. Die Aufteilung erfolgt nach Formen aus der Natur, z. B. einem Sturmwind oder einer Welle. Diese Vorstellung hilft zu verstehen, wie die Technik aussehen und sich anfühlen sollte. Viele Taidotechniken sind sowohl zum Angriff als auch zur Verteidigung einsetzbar. Eine Technik kann somit ein gleichzeitiges Ausweichen darstellen oder einen Gegenangriff aus einem Ausweichmanöver.
Die Bewegung im Taido nennt man Unsoku. Indem er sich bewegt, dirigiert der Taidoka seinen Gegner in die gewünschte Richtung. Bewegung gibt Zeit für Taktik und Planung. Den passenden Angriffsmoment sucht man durch Änderungen von Rhythmus, Entfernung und Winkel. Verschiedene Arten von Bewegungen geben Angriff und Abwehr Geschwindigkeit, Kraft und Überraschungsmomente.
Seiken Shukumine hat in seiner Lehre Wert auf Kreativität gelegt und die Taidoka ermutigt, Neues und Überraschendes auszuprobieren. Mit Techniken, die Radschlagen, Rollen und Salti enthalten, kann man den Gegner überraschen. Nach oben kann man auch durch Springen ausweichen.
Dank seiner Dreidimensionalität ist Taido eine sehr beeindruckende Kampfsportart.
Im Taido gibt es Bewegungsabläufe ähnlich wie Katas, genannt Hokei, und Kampf (Jissen), frei oder mit vorherbestimmter Choreografie.

## Wettkämpfe
Im Taido werden Wettkämpfe veranstaltet, bis hin zur WM. Als Disziplinen gibt es Hokei, Jissen und zudem Disziplinen als Gruppe, z. B. fünf Taidoka führen eine Hokei gleichzeitig aus, oder ein Kampf von fünf gegen einen mit vorherbestimmter Choreografie (Tenkai).

## Verbreitung
Taido wird trainiert in Japan, Finnland, Schweden, Holland, Dänemark, Frankreich, Portugal, Großbritannien, Australien, in den USA und in Deutschland. Seit Oktober 2011 gibt es einen Verein in Lübeck (Uni-Dojo Zanshin Lübeck). Weltweit gibt es schätzungsweise 10.000 bis 15.000 Taidoka, die meisten davon in Japan. In Europa sind Finnland und Schweden die Länder mit den meisten Sportlern. Der Weltverband, die World Taido Federation, wurde 1985 gegründet.